# The Delta (Film)
The Delta ist das Spielfilmdebüt des amerikanischen Regisseurs Ira Sachs aus dem Jahr 1996. Der Coming-of-Age-Film spielt in Memphis, Tennessee, und erzählt vom Coming-out eines Vorstadt-Teenagers.

## Handlung
The Delta erzählt vom 18-jährigen Lincoln Bloom, der ein heterosexuelles Leben führt, sich aber insgeheim zu Männern hingezogen fühlt. Verstohlen besucht er Underground-Orte der LGBTQ-Welt: Schwulenbars, Cruising-Plätze und Sexkinos. Hier macht er mit Fremden erste homosexuelle Erfahrungen. Dabei trifft er auf Minh Nguyen, genannt John, den Sohn einer Frau mit vietnamesischen Wurzeln und eines afroamerikanischen GI. Zwischen Lincoln und John entspinnt sich eine Affäre. Eines Nachts fahren sie gemeinsam mit dem Kajütboot von Lincolns Vater den Mississippi hinunter. Am nächsten Tag kaufen sie Feuerwerk, das sie gesetzwidrig mitten in der Natur abbrennen. Sie werden von einem Sheriff gestellt, können ihm allerdings entkommen. Auf dieser Flucht entlädt sich die in Lincoln angestaute Energie gewaltvoll gegen John. Ihre Wege trennen sich. Lincoln kehrt zu seiner Freundin zurück und verführt sie in ihrer Wohnung zum Sex. John setzt seine Aufenthalte in Schwulenbars fort, trifft dort eines Abends auf einen schwarzen Mann, der ihn für flüchtigen Sex umwirbt. John führt ihn auf das Boot von Lincolns Vater, äußert seine Wünsche nach größerer Intensität und einer wirklichen Beziehung, lässt sich aber scheinbar auf das Werben ein und erdrosselt seinen flüchtigen Liebhaber während des Sex.

## Produktion
The Delta wurde auf 16mm-Film gedreht. Er enthält autobiografische Motive und entstand vollständig in Ira Sachs’ Heimatstadt Memphis, Tennessee.

## Auszeichnungen
- 1997: Emerging Talent Award, Outfest 1997

## Festivals
- Toronto International Film Festival 1996
- Sundance 1997
- Internationales Film Festival Rotterdam 1997
- San Francisco International 1997

## Rezeption
Michael Koresky konstatiert rückblickend 2021 in Criterion, dass Ira Sachs’ Spielfilmdebüt The Delta aus dem Jahr 1996 aus dem Kanon der New Queer-Filme der neunziger Jahre herausragt. Denn der Film zeigt nicht nur den Kampf der Schwulen, sondern beleuchtet auch Fragen der Klasse und Ethnie. Er zitiert hier Ira Sachs selbst mit den Worten: „Ich hatte immer das Gefühl, dass The Delta zu deutsch war! Ich hatte ein bisschen zu viel [Rainer Werner] Fassbinder gesehen.“
Nikolaus Perneczky meint, dass je nach erzählerischem Bedarf The Delta zu einem geduldig beobachtenden Dokumentarfilm wird, zu einer bukolischen Elegie, zu einem sozialrealistischen Melodram, zu einer ödipalen Rachefantasie oder zu einem Festivalfilm avant la lettre.